# گورنگی درنوواتس
گورنگی درنوواتس (به صربی: Gornji Drenovac) یک منطقهٔ مسکونی در صربستان است که در ژیتوراجا واقع شده‌است. گورنگی درنوواتس ۲۴۵ نفر جمعیت دارد.